# Mosjøen Lufthavn, Kjærstad
Mosjøen lufthavn, Kjærstad (IATA: MJF, ICAO: ENMS) er en lufthavn, som ejes og drives af Avinor AS, og ligger ca fem kilometer syd for Mosjøen i Nordland fylke, Norge. Lufthavnen er en 800 meter lang kortbaneflyveplads, som blev åbnet i august 1987. For tiden trafikeres lufthavnen af Widerøe, som har regelmæssige afgange til Bodø og Trondheim samt til de andre byer i Helgeland. I 2010 passerede der 80,023 terminalpassagerer over lufthavnen. I 2007 blev rullebanen forlænget med 120 meter mod syd samt med sikkerhedsflader i begge ende, noget som øgede den effektive længde på rullebanen til 830 meter. Helikopterselskabet Nordlandsfly har base ved lufthavnen.

## Destinationer
|       | Flyselskab | Destinationer                                     |
| ----- | ---------- | ------------------------------------------------- |
| Norge | Widerøe    | Bodø, Mo i Rana, Namsos, Sandnessjøen, Trondheim. |